# Pavle Jakšić
Pavle Jakšić, jugoslovanski general, * 2. december 1913, † 4. februar 2005.

## Življenjepis
Pred vojno je leta 1937 diplomiral iz fizike in primerjalne matematike na beograjski Filozofski fakulteti. Nato je leto dni preživel na Šoli rezervnih artilerijskih častnikov v Sarajevu, ki jo je dokončal s činom rezervnega podporočnika. Študij je nadaljeval na beograjski Tehniški fakulteti in na pariški École supérieure d'optique. Tu je pripravil doktorat iz kozmičnega žarčenja, hkrati pa je sodeloval z interniranimi jugoslovanskimi španskimi borci. Zaradi napada na Francijo se je vrnil v Jugoslavijo, kjer je pričel sodelovati s komunisti.
Leta 1941 je vstopil v NOVJ in KPJ; med vojno je bil poveljnik več enot - med drugim je bil načelnik Generalštab NOV in PO Hrvaške.
Po vojni je končal VVA JLA in nadaljeval z vojaško in politično kariero. Na svojo zahtevo se je upokojil leta 1962 star šele 49 let. Do konca razpada skupne države je bil ves čas v latentni izolaciji. Od njegovih bolj vidnih soborcev, edino Koča Popović se ga je upal javno obiskati.
Knjigo Spomini je napisal let 1962 in je zaradi cenzure s strani države šla v tisk šele leta 1990. 

## Dela
- Oslobodilački pohod na Trst Četvrte Jugoslovenske armije
- Spomini 1 in 2 del; 1990 Beograd